# А-Групата
А-Групата е българска рок-група, създадена през 2004 г. Тя се появява като „супергрупа“, включвайки членове от Big Mama Scandal, „Рич къмпани“, „Смут“, „Медикус“, „Джендема“ и др.

## Ранни години
Групата има сериозен клубен успех, изпълнявайки основно кавър версии на популярни изпълнители от жанровете хард рок, мелъди рок, хеви метъл и др.
В първоначалния си вариант групата включва Юри Ленев (клавишни, и вокал, бивш член на „Рич къмпани“), Добромир Поликов (китари, вокал, бивш член на Big Mama Scandal), Атанас Трайков (бас и вокал, бивш член на „Смут“), Ивайло Вутов (бас и вокал), Любомир Бозаджиев (барабани, член на „Медикус“, „Джендема“ и др.).
Към днешна дата групата се състои от основоположниците Ленев и Поликов, плюс Борис Джамбазов (вокал и китари), Илия Илиев (барабани) и Стефан Миланов (бас).